# 張三極
張三極（？—？），字襄城，山東東昌府臨清州人，明朝政治人物。

## 生平
萬曆十年（1582年）壬午科山東鄉試舉人。萬曆二十年（1592年），登壬辰科第三甲第一百十一名進士，兵部觀政，二十二年授順天府儒學教授，卒于官。

## 家族
曾祖張珍；祖父張蘊德；父張聯璧。長子張宗衡，萬曆四十四年丙辰進士。